# Avenida Tropicana

La State Route 593 comprende 7,346 millas de la avenida Tropicana, una arteria principal del área de Las Vegas. La calle se llama así por el Tropicana Resort & Casino, localizado en la intersección del bulevar Las Vegas con la Avenida Tropicana.

## Descripción de la ruta
La ruta SR 593 empieza desde Dean Martin Drive (anteriormente conocida como Industrial Road). Desde ahí, la autopista pasa al este sobre la Interestatal 15 y cruza el bulevar Las Vegas (anteriormente como SR 604).  La autopista continúa al este para proveer acceso al Aeropuerto Internacional Harry Reid y sirve al extremo sur del campus de la Universidad de Nevada, Las Vegas (incluyendo al Thomas & Mack Center).  La SR 593  continua sobre la Avenida Tropicana al este pasando la Interestatal 11 y las rutas 93 y 95 antes de terminar en Boulder Highway (SR 582).
Parte de la Avenida Tropicana está designada como parte del Sistema Nacional de Carreteras, por ende la ruta SR 593 desde Dean Martin Drive hacia el cruce de la I-11/US 93/US 95 está incluida en el mantenimiento estatal del Sistema de Carreteras. Entre la Avenida Tropicana, Rainbow Boulevard (SR 595) y Dean Martin Drive es mantenida por el gobierno local.

## Historia
El estado mantiene parte de la Avenida Tropicana, y anteriormente extendida desde su actual terminal en el extremo oeste hacia Rainbow Boulevard (SR 595). La ruta SR 593 dejó de ser mantenida por el condado de Clark en el 2006.

## Atracciones
Las principales atracciones a lo largo de la carretera incluyen:
- Orleans Hotel and Casino
- Wild Wild West casino
- Excalibur Hotel and Casino
- New York-New York Hotel & Casino
- Tropicana Resort & Casino
- MGM Grand Hotel and Casino
- Hooters Casino Hotel
- Liberace Museum